# GL events Stadium Solution
GL events Stadium Solution（ジー・エル・イベント・スタジアム・ソリューション）とは、フランスのイベント会場の設営を手掛ける「GL events」が開発した、半恒久型簡易スタンドである。
国際的なスポーツ大会やコンサートなどでは、大規模な会場の建設に際して、スタンドの増設が一つの課題となっているが、世界的な潮流としては、鉄筋コンクリート（RC造）で恒久的に使用することを前提としたスタンドが多いが、安全性には長けるものの、工期や完成には相当の年数と時間がかかる。また大会期間中に設置し、終了後に撤去する仮設型の鉄パイプで組み上げたスタンド（S造）であると、コストは抑えられるものの、観客が飛び跳ねるだけで揺れてしまうといった安全面の課題もある。
そこで、2016年に行われた「スタジアム&アリーナ2016」という国際的なスタジアム・体育館の施設建設の見本市に、GL eventsが出品したものが、この「GL events Stadium Solution」と呼ばれるシステムである。
これはスタジアムの新設、増設に係るコストや工期を大幅に圧縮、短縮できるもので、コンクリートだと最低でも2年程度の工期が必要とされるところを、「半永久・半常設」をコンセプトとした安全性に長けた鉄骨製のユニット工法を採用することによって約3か月程度という大幅な工期短縮ができるとされており、必要に応じての改修や撤去に係る工期・工費も短縮・抑制できるなどのメリットもある。また、大会や運営するチーム・施設などの規模などに合わせて、期間を決めてリース（レンタル）利用や、半永久的に購入しての常設化の双方にも対応できるようになっており、リース終了後、あるいは老朽化後の改修・改築を行う場合、このユニットを別の会場や施設で再利用できることも大きなメリットとされる。
ただ、日本では、日本工業規格（JIS）の審査や法律の改正などの課題をクリアしなければならないため、日本のスタジアム設計の第一人者である梓設計とのタイアップにより、それをいかに解決していくかのノウハウや、構造強度、火災時の非常口の導線などの様々な課題を検証し実用化へ向けた研究を進めているとされている。そのため、2017年に梓設計とGL eventsが合弁して日本法人「GLイベンツ・ジャパン」を設立し、フランス本部から駐在員を派遣。2020年東京オリンピックや、2019 ラグビーワールドカップなど、日本で開催された大規模なスポーツイベントの仮設席設置などに利用されている。また常設のスポーツ施設では平塚競技場（レモンガススタジアム平塚）と釜石鵜住居復興スタジアムにこのスタンドが採用されている。